# آر أند بي معاصر
آر أند بي معاصر (بالإنجليزية: Contemporary R&B)‏ (معروف أيضا ببساطة كـ آر أند بي) هو نوع الموسيقى التي تجمع بين عناصر الريذم أند بلوز، البوب، الفانك، السول والهيب هوب. على الرغم من الاختصار «آر أند بي» مشتق من «ريذم أند بلوز» لكنه في الوقت الحاضر غالبا ما يستخدم لوصف نمط من الموسيقى الأميركية الأفريقية. يعتبر آر كيلي أنجح فنان آر أند بي في آخر 25 سنة حسب مجلة بيلبورد. ويشار إليه كـ «ملك الآر أند بي».